# Sky 3D
Sky 3D — британский канал телекомпании British Sky Broadcasting,  вещающий с использованием технологии трёхмерного телевидения. Запущен в 2010 году.

## История
Вещание телеканала на основе новой 3D-технологии началось 3 апреля 2010 с показа футбольного матча чемпионата Англии между командами «Манчестер Юнайтед» и «Челси». В тысячах спортивных баров Великобритании и Ирландии матч транслировался в 3D-технологии. 1 октября 2010 телеканал стал доступным для общенационального вещания. 9 июня 2015 года телеканал прекратил своё вещание.

## Сетка вещания
Сетку телевещания составляют фильмы, развлекательные программы и спортивные передачи. Время трансляции составляет 16 часов (с 9 утра до часу ночи). Для развития своего телеканала и повышения рейтинга 25 декабря 2010 на телеканале был показан документальный фильм «Летающие монстры 3D» (англ. The Flying Monsters 3D) с закадровым комментарием известного натуралиста Дэвида Аттенборо. У Sky 3D действуют контракты с киностудиями Walt Disney Pictures, 20th Century Fox, Universal Pictures, Warner Bros., Paramount Pictures и DreamWorks на показ 3D-версий известных фильмов (так, в 2009 году был показан «Аватар» в 3D). Sky 3D участвовал в съёмках индийских танцев на вокзале Сент-Панкрас в рамках программы партнёрства между телеканалом Sky Arts и Английским национальным балетом. Некоторый 3D-контент для Nintendo продвигается и рекламируется благодаря помощи со стороны Sky. В июне 2011 года на Sky 3D были показаны концерты Кайли Миноуг.

## Доступность
Sky 3D транслируется на таких телеплатформах, как A+E Networks, Discovery Communications, ESPN Inc. и MTV Networks в рамках помощи по переходу на технологии трёхмерного телевидения. Во время Летней Олимпиады 2012 года Sky 3D показывал в трёхмерном виде трансляции телеканала Eurosport, а также временно открыл бесплатную подписку на все HD-телеканалы телекомпании British Sky Broadcasting.